# 程人乾
程人乾（1933年-2007年），江苏吴江县人，共和国时期历史学家，教育家。

## 生平
1933年2月19日，出生于江苏省吴江县。
1953年，进入北京大学历史学系。
1954年，通过国家选拔考试，公派至波兰华沙大学学习。主攻波兰史与东欧史。
1960年，获华沙大学硕士学位，回国后在山西大学任教。
1964年，被派往农村搞“四清”运动。
1981年，获评教授职称。同年担任山西大学副校长。
1984年，出任山西大学校长。
1986年12月，被免去校长一职。1988年，山西大学中文系、外语系、哲学系数位教授在《人民日报》上发表文章，对程人乾无缘无故遭受免职表示不满。
考虑到1985年发生的“张俊英案”，程人乾校长的去职很有可能与山西大学应对张俊英案的方式有关。
1992年，成为享受国务院特殊津贴专家。
2007年9月2日，在太原逝世。

## 著作
《程人乾史学文集》，人民出版社2001年版。
《程人乾史学文集 : 续编》，新华出版社2017年版。
《罗莎·卢森堡：生平和思想》，人民出版社1994年版。
《十九世纪波兰人民的抗俄独立斗争》，商务印书馆1976年版。
《涡流：20世纪民族主义潮汐透视》，西苑出版社2000年版。
《路德维希·费尔巴哈的伦理学》，亨利克·杨柯夫斯基著，高暹昭、杨德友、程人乾译。三联书店1966年版。
《1848年欧洲革命史》（与他人合著），河南大学出版社1995年版。
MARXISM IN CHINA（与他人合著），January 1, 1983;ISBN:9780851243986 (ISBN10: 0851243983)
在报刊杂志上另有论文近百篇。所撰写的论文多次被《人大复印报刊资料》转载。